# Nattō
Il nattō (納豆?) è un alimento tradizionale giapponese prodotto attraverso la fermentazione dei fagioli di soia, dal sapore molto forte. Viene solitamente consumato abbinato a riso e salsa di soia e, talvolta, con della senape. Ricco di proteine e di vitamine, ad esempio ha un notevole quantitativo di vitamina K2.